# Marjorie Main
Mary Tomlinson (24 de fevereiro de 1890 – 10 de abril de 1975), profissionalmente conhecida como Marjorie Main, foi uma atriz e cantora americana da Era de Ouro de Hollywood, mais conhecida como contratada da Metro-Goldwyn-Mayer nas décadas de 1940 e 1950, e por seu papel como Ma Kettle nos filmes 10 Ma e Pa Kettle. Main começou sua carreira no vaudeville e no teatro, e apareceu em clássicos do cinema, como Dead End (1937), Mulheres (1939), Dark Command (1940), The Shepherd of the Hills (1941), Meet Me in St. Louis (1944) e Friendly Persuasion (1956).

## Juventude
Mary Tomlinson nasceu em 24 de fevereiro de 1890, perto de Acton, na zona rural do Condado de Marion, Indiana. Ela era a segunda filha do reverendo Samuel J. Tomlinson, um ministro dos Discípulos de Cristo, e de Jennie L. (McGaughey) Tomlinson. O avô materno de Mary, Dr. Samuel McGaughey, foi o médico de Acton que fez o parto dela.
Aos três anos de idade, Tomlinson mudou-se com a família para Indianápolis, Indiana, onde seu pai era pastor da Hillside Christian Church. Quatro anos depois, eles se mudaram para Goshen e depois para Elkhart, Indiana. No início de 1900, a família Tomlinson estabeleceu-se em uma fazenda perto de Fairland, Indiana.
Depois de frequentar escolas públicas em Fairland e Shelbyville, Tomlinson passou um ano (1905–06) no Franklin College em Franklin, Indiana, onde foi membro fundador do que se tornou a atual irmandade Delta Delta Delta, antes de se transferir para a Escola Hamilton de Expressão Dramática em Lexington, Kentucky. Ela completou um curso de estudos de três anos em 1909, aos 19 anos. Após a formatura, Tomlinson conseguiu um emprego como instrutor de teatro no Bourbon College, em Paris, Kentucky, mas ficou apenas um ano. Mais tarde, Tomlinson afirmou que foi demitida do cargo após pedir um aumento salarial.
Depois que Tomlinson deixou Kentucky, ela passou os anos seguintes estudando artes dramáticas em Chicago e na Cidade de Nova Iorque, apesar da desaprovação de seu pai em relação à sua escolha de carreira. Tomlinson adotou o nome artístico de Marjorie Main durante seu início de carreira de atriz para evitar constranger sua família.

## Casamento
Main casou-se com o viúvo Stanley LeFevre Krebs, psicólogo e conferencista, em 2 de novembro de 1921. Eles se conheceram enquanto ela se apresentava no circuito de Chautauqua. Main acompanhou Krebs no circuito de palestras, cuidando dos detalhes de sua vida na estrada. Eles não tiveram filhos juntos e moraram na Cidade de Nova Iorque. Main se apresentou em companhias de turismo e em teatros de Nova Iorque em regime de meio período durante todo o seu casamento. Ela também começou sua carreira no cinema em Hollywood em 1931. Main considerou esse período "os anos mais felizes de sua vida". Ela voltou à carreira de atriz em tempo integral depois que Krebs morreu de câncer em 26 de setembro de 1935.
O casamento dos Krebs não foi tradicional. Segundo ela, o casamento foi feliz, mas não particularmente próximo. Main afirmou estar "com o coração partido" após a morte do marido, mas também explicou que sua morte foi "como perder um bom amigo. Como parte da família". A biógrafa de Main, Michelle Vogel, cita uma entrevista posterior na qual a atriz relatou: "O Dr. Krebs não era um homem muito prático. Não pensei em ter que comandar o show, meio que cansei disso depois de um poucos anos. Nós praticamente seguimos nossos próprios caminhos, mas ainda estávamos [sic] aos olhos da lei, marido e mulher.
Vogel também revelou que Main tinha um relacionamento de longo prazo com a atriz Spring Byington.

## Carreira

### Primeiros anos
Main iniciou sua carreira profissional como performer em turnês em apresentações de Chautauqua com uma companhia de repertório shakespeariano. Depois de se apresentar por cinco meses em uma sociedade anônima em Fargo, Dakota do Norte, ela começou a trabalhar no vaudeville.

### Atriz de teatro
Em meados da década de 1910, Main apareceu em várias peças, que incluíram uma turnê em Cheating Cheaters com John Barrymore em 1916. Ela também estreou no teatro da Broadway em Yes or No em 1918. Além disso, Main voltou ao vaudeville para se apresentar no Teatro Palace em uma esquete chamada The Family Ford com o comediante W. C. Fields. Nem todas as primeiras peças em que ela apareceu foram um sucesso. A House Divided fechou em 1923 após apenas uma apresentação, mas Main continuou a encontrar trabalho nos palcos da Broadway. Em 1927, ela interpretou a mãe de Mae West em The Wicked Age e, em 1928, contracenou com Barbara Stanwyck no sucesso de longa data Burlesque. Main também apareceu em várias outras produções da Broadway: Salvation em 1928, Scarlet Sister Mary em 1930, Ebb Tide em 1931, Music in the Air em 1932, e Jackson White.
Uma das performances de palco de maior destaque de Main foi em Dead End, de 1935, como a Sra. Martin, a mãe do gangster Baby Face Martin. Ela desempenhou o papel em 460 apresentações antes de deixar o show em 1936 para interpretar Lucy, uma proprietária de hotel/operadora de rancho, em The Women. Main recriou esses dois papéis em versões cinematográficas das peças em 1937 e 1939, respectivamente.

### Carreira cinematográfica
Uma das primeiras aparições de Main no cinema foi como figurante em A House Divided (1931). Ela também apareceu em Take a Chance (1933) e Crime Without Passion (1934), e recriou seu papel no palco como serva na versão cinematográfica de Music in the Air (também 1934), mas a maior parte de sua atuação foi cortada do filme. Main também fez mais alguns filmes em Hollywood na década de 1930 antes de retornar aos palcos na Cidade de Nova Iorque.
Samuel Goldwyn contratou Main para reprisar seu papel no palco como a mãe de um gangster na versão cinematográfica de Dead End (1937). Humphrey Bogart foi escalado como seu filho. Ela transferiu outra forte atuação no palco para o cinema como operadora de rancho em Mulheres (1939).
Main retratou um conjunto diversificado de personagens em filmes subsequentes para diferentes estúdios. Isso incluiu papéis em que ela foi escalada como mãe, enfermeira-chefe da prisão, senhoria, tia, secretária e agente de aluguel, entre outros.

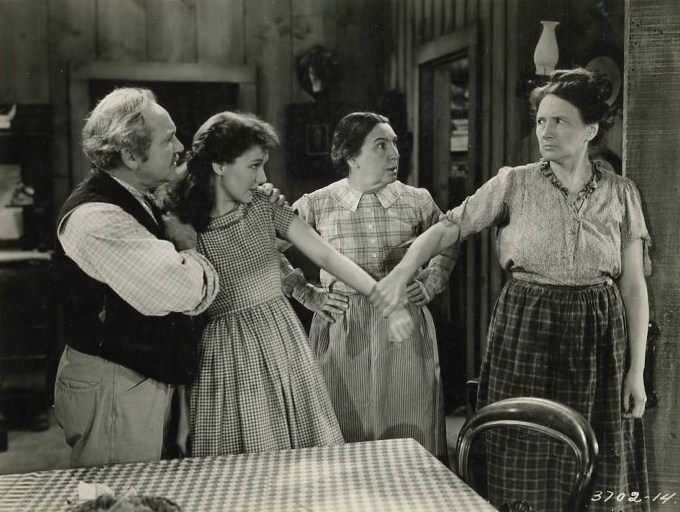
George Cleveland, Jean Parker, Sarah Padden, e Marjorie Main em Romance of the Limberlost (1938)

Main assinou um contrato de sete anos com a Metro-Goldwyn-Mayer (MGM) em 1940, depois de estrelar com Wallace Beery em Wyoming (1940). Ela também co-estrelou Dark Command (1940) com Walter Pidgeon, e apareceu em seis filmes importantes em 1941.
Durante a Segunda Guerra Mundial, Main usou sua notoriedade no palco e no cinema para ajudar a promover a venda de títulos de guerra para o Departamento de Guerra dos Estados Unidos. Em dezembro de 1942, ela voltou para uma visita ao centro de Indiana, onde ajudou na venda de mais de US$ 500.000 em títulos de guerra.
Em meados da década de 1940, em uma tentativa de repetir o grande sucesso que Wallace Beery teve ao se unir a Marie Dressler no início da década de 1930, a MGM escalou Main para contracenar com Beery em mais seis filmes, incluindo Barnacle Bill (1941), Jackass Mail (1942), e Bad Bascomb (1946). Ela também interpretou Sonora Cassidy, a cozinheira-chefe, em The Harvey Girls (1946).

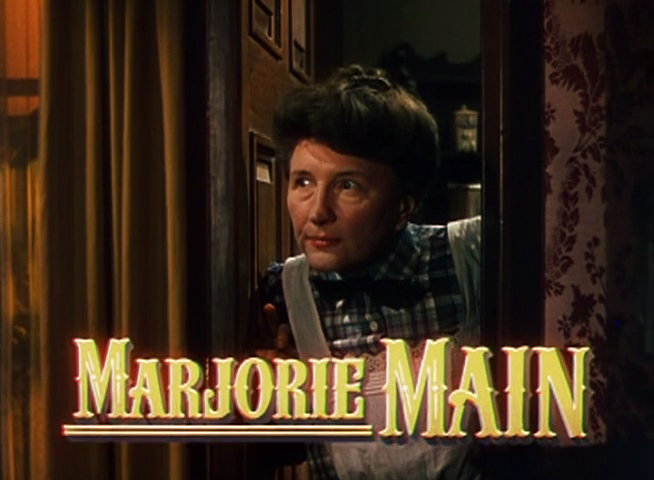
Marjorie Main no trailer de Meet Me in St. Louis (1944)

O papel mais conhecido de Main foi Ma Kettle na série de filmes Ma and Pa Kettle. Ela havia renovado seu contrato com a MGM por mais sete anos, que durou até meados da década de 1950, quando o estúdio a emprestou à Universal Pictures para interpretar Ma Kettle pela primeira vez em The Egg and I (1947), estrelado por Claudette Colbert e Fred MacMurray. Main contracenou com Percy Kilbride como Pa Kettle e foi indicada ao Oscar de Melhor Atriz Coadjuvante por sua atuação no filme.
Os dois personagens de Kettle provaram ser tão populares entre o público de cinema que a Universal decidiu fazer uma série. Main interpretou a personagem Ma Kettle em nove filmes de Ma e Pa Kettle entre 1949 e 1957. Kilbride foi sua co-estrela na maioria dos filmes, mas saiu depois de Ma and Pa Kettle at Waikiki (1955), o sétimo da série. Main filmou The Kettles in the Ozarks (1956) sem Kilbride. Parker Fennelly desempenhou o papel de Pa Kettle ao lado de Main no filme final da série, The Kettles on Old MacDonald's Farm (1957). Cada filme arrecadou à Universal cerca de US$ 3 milhões, o que ajudou a salvar o estúdio de um colapso financeiro. Além de atuar nos filmes, Main escreveu alguns diálogos de sua personagem e criou seus figurinos e maquiagem.
Durante esse tempo, Main ia e voltava entre a Universal Studios e a MGM. Ela apareceu em vários musicais da MGM durante os anos 1940 e início dos anos 1950, incluindo Meet Me in St. Louis (1944) e The Belle of New York (1952). Ela interpretou a Sra. Wrenley no filme de estrelas do estúdio, It's a Big Country (1951). Main desempenhou seus últimos papéis na MGM como Sra. Hittaway em The Long, Long Trailer (1954) e como Jane Dunstock em Rose Marie (1954). Main interpretou a viúva Hudspeth no filme de sucesso Friendly Persuasion (1956). A última aparição de Main no filme foi em seu papel mais conhecido como Ma Kettle em The Kettles on Old MacDonald's Farm (1957).

### Aparições em rádio e televisão
Em 15 de dezembro de 1941, ela fez parte do elenco do programa de rádio de Norman Corwin, We Hold These Truths. Ela também atuou em The Goldbergs.
Em 1958, Main apareceu como uma robusta fronteiriça Cassie Tanner nos episódios "The Cassie Tanner Story" e 1ªT E39 "The Sacramento Story" da série de televisão Wagon Train.

## Anos posteriores
Após sua aposentadoria da atuação, Main viveu uma vida tranquila e isolada em Los Angeles. Ela se interessou pelo espiritismo e pelo movimento de Rearmamento Moral.

## Morte e legado
Main morreu de câncer de pulmão em 10 de abril de 1975, aos 85 anos, no St. Vincent's Hospital em Los Angeles, onde foi internada em 3 de abril. Main está enterrada no Forest Lawn Memorial Park, em Hollywood Hills, Califórnia, ao lado de seu marido, Dr. Stanley Krebs.
Main, que é mais conhecida por interpretar "mulheres estridentes, rudes e rabugentas" na tela, foi caracterizada como "de fala mansa, tímida" e "dignificada" quando estava fora da tela. Main se tornou uma atriz popular nas décadas de 1940 e 1950. Ela apareceu em diversos papéis no palco e em mais de 80 filmes, incluindo alguns que se tornaram clássicos, como Dead End (1937), Dark Command (1940), The Shepherd of the Hills (1941), Meet Me in St. Louis (1944) e Friendly Persuasion (1956), mas é mais conhecida por seu papel em Ma Kettle na série de filmes Ma and Pa Kettle. O "humor absurdo" dos filmes de Kettle perdurou em programas de televisão, como The Beverly Hillbillies e Green Acres, da década de 1960.

## Apresentações de teatro
| Ano  | Peça                | Personagem | Notas                |
| ---- | ------------------- | ---------- | -------------------- |
| 1916 | Cheating Cheaters   |            | Um show itinerante   |
| 1918 | Yes or No           |            |                      |
| 1923 | A House Divided     |            | Fechado após um show |
| 1927 | The Wicked Age      |            |                      |
| 1928 | Salvation           |            |                      |
| 1928 | Burlesque           |            |                      |
| 1930 | Scarlet Sister Mary |            |                      |
| 1931 | Ebb Tide            |            |                      |
| 1932 | Music in the Air    |            |                      |
| 1935 | Jackson White       |            |                      |
| 1935 | Dead End            |            |                      |
| 1936 | The Women'          |            |                      |

## Filmografia

### Cinema
| Ano  | Título                                  | Personagem                                        | Notas                                                                 |
| ---- | --------------------------------------- | ------------------------------------------------- | --------------------------------------------------------------------- |
| 1929 | Harry Fox and His Six American Beauties | Statler Hotel Beauty                              | Curta, sem créditos                                                   |
| 1931 | A House Divided                         | Mulher no casamento                               | Sem créditos                                                          |
| 1932 | Broken Lullaby                          | Frau Schmidt                                      | Sem créditos                                                          |
| 1932 | Hot Saturday                            | Fofoqueira na janela                              | Sem créditos                                                          |
| 1933 | New Deal Rhythm                         | Delegada do Arizona                               | Curta, sem créditos                                                   |
| 1933 | Close Relations                         | Mulher no depósito                                | Curta, sem créditos                                                   |
| 1934 | Art Trouble                             | Mulher que se senta pintando                      | Curta, sem créditos                                                   |
| 1934 | Crime Without Passion                   | Mulher do guarda-roupa dos bastidores             | Sem créditos                                                          |
| 1934 | Music in the Air                        | Anna                                              |                                                                       |
| 1935 | Naughty Marietta                        | Garota casquete                                   | Sem créditos                                                          |
| 1937 | Love in a Bungalow                      | Senhorita Emma Bisbee                             |                                                                       |
| 1937 | Stella Dallas                           | Sra. Martin                                       |                                                                       |
| 1937 | Dead End                                | Sra. Martin                                       |                                                                       |
| 1937 | The Man Who Cried Wolf                  | Amelia Bradley                                    |                                                                       |
| 1937 | The Wrong Road                          | Martha Foster                                     |                                                                       |
| 1937 | Boy of the Streets                      | Sra. Mary Brennan                                 |                                                                       |
| 1937 | The Shadow                              | Hannah Gillespie                                  |                                                                       |
| 1938 | City Girl                               | Sra. Ward                                         | Sem créditos                                                          |
| 1938 | Penitentiary                            | Katie Matthews                                    | Sem créditos                                                          |
| 1938 | King of the Newsboys                    | Sra. Stephens                                     | Sem créditos                                                          |
| 1938 | Test Pilot                              | Senhoria                                          |                                                                       |
| 1938 | Três Camaradas                          | Mulher idosa por telefone                         | Sem créditos                                                          |
| 1938 | Romance of the Limberlost               | Nora                                              |                                                                       |
| 1938 | Prison Farm                             | Matron Brand                                      |                                                                       |
| 1938 | Little Tough Guy                        | Sra. Boylan                                       |                                                                       |
| 1938 | Under the Big Top                       | Sara Post                                         |                                                                       |
| 1938 | Too Hot to Handle                       | Senhorita Kitty Wayne                             | Título alternativo: Let 'Em All Talk                                  |
| 1938 | Girls' School                           | Senhorita Honore Armstrong                        |                                                                       |
| 1938 | There Goes My Heart                     | Cliente de fogão sem fogo                         | Sem créditos                                                          |
| 1939 | Lucky Night                             | Sra. Briggs                                       |                                                                       |
| 1939 | They Shall Have Music                   | Sra. Miller                                       |                                                                       |
| 1939 | The Angels Wash Their Faces             | Sra. Arkelian                                     |                                                                       |
| 1939 | Mulheres                                | Lucy, proprietária do rancho                      |                                                                       |
| 1939 | Another Thin Man                        | Sra. Dolley, Senhoria dos Apartamentos Chestevere |                                                                       |
| 1939 | Two Thoroughbreds                       | Hildegarde 'Hildy' Carey                          |                                                                       |
| 1940 | I Take This Woman                       | Gertie                                            |                                                                       |
| 1940 | Women Without Names                     | Matron Lowery                                     |                                                                       |
| 1940 | Dark Command                            | Sra. Cantrell, aka Sra. Adams                     |                                                                       |
| 1940 | Turnabout                               | Nora, a cozinheira                                |                                                                       |
| 1940 | Susan and God                           | Mary Maloney                                      | Título alternativo: The Gay Mrs. Trexel                               |
| 1940 | The Captain Is a Lady                   | Sarah May Willett                                 |                                                                       |
| 1940 | Wyoming                                 | Mehitabel                                         |                                                                       |
| 1941 | The Wild Man of Borneo                  | Irma                                              |                                                                       |
| 1941 | The Trial of Mary Dugan                 | Sra. Collins                                      |                                                                       |
| 1941 | Barnacle Bill                           | Marge Cavendish                                   |                                                                       |
| 1941 | A Woman's Face                          | Emma Kristiansdotter                              |                                                                       |
| 1941 | The Shepherd of the Hills               | Vovó Becky                                        |                                                                       |
| 1941 | Honky Tonk                              | Sra. Varner                                       |                                                                       |
| 1942 | The Bugle Sounds                        | Susie "Suz"                                       |                                                                       |
| 1942 | We Were Dancing                         | Juíza Sidney Hawkes                               |                                                                       |
| 1942 | The Affairs of Martha                   | Sra. McKessic                                     |                                                                       |
| 1942 | Jackass Mail                            | Clementine 'Tina' Tucker                          |                                                                       |
| 1942 | Tish                                    | Letitia "Tish" Carberry                           |                                                                       |
| 1942 | Tennessee Johnson                       | Sra. Maude Fisher                                 | Título alternativo: The Man on America's Conscience                   |
| 1943 | Heaven Can Wait                         | Sra. Strable                                      |                                                                       |
| 1943 | Johnny Come Lately                      | "Gashouse" Mary                                   |                                                                       |
| 1944 | Rationing                               | Iris Tuttle                                       |                                                                       |
| 1944 | Meet Me in St. Louis                    | Katie                                             |                                                                       |
| 1944 | Gentle Annie                            | Annie Goss                                        |                                                                       |
| 1945 | Murder, He Says                         | Mamie Fleagle Smithers Johnson                    |                                                                       |
| 1946 | The Harvey Girls                        | Sonora Cassidy                                    |                                                                       |
| 1946 | Bad Bascomb                             | Abbey Hanks                                       |                                                                       |
| 1946 | Undercurrent                            | Lucy                                              |                                                                       |
| 1946 | The Show-Off                            | Sra. Fisher                                       |                                                                       |
| 1947 | The Egg and I                           | Phoebe 'Ma' Kettle                                | Indicada—Oscar de Melhor Atriz Coadjuvante                            |
| 1947 | The Wistful Widow of Wagon Gap          | Viúva Hawkins                                     | Título alternativo: The Wistful Widow (um filme de Abbott & Costello) |
| 1948 | Feudin', Fussin' and A-Fightin          | Maribel Mathews                                   |                                                                       |
| 1949 | Ma and Pa Kettle                        | Ma Kettle                                         |                                                                       |
| 1949 | Big Jack                                | Flapjack Kate                                     |                                                                       |
| 1950 | Ma and Pa Kettle Go to Town             | Ma Kettle                                         |                                                                       |
| 1950 | Summer Stock                            | Esme                                              | Título alternativo: If You Feel Like Singing                          |
| 1950 | Mrs. O'Malley and Mr. Malone            | Harriet "Hattie" O'Malley                         | Título alternativo: The Loco Motion                                   |
| 1951 | Mr. Imperium                            | Sra. Cabot                                        | Título alternativo: You Belong to My Heart                            |
| 1951 | Ma and Pa Kettle Back on the Farm       | Ma Kettle                                         |                                                                       |
| 1951 | The Law and the Lady'                   | Julia Wortin                                      |                                                                       |
| 1951 | It's a Big Country                      | Sra. Wrenley                                      |                                                                       |
| 1951 | A Letter from a Soldier                 | Sra. Wrenley                                      | Curta                                                                 |
| 1952 | The Belle of New York                   | Sra. Phineas Hill                                 |                                                                       |
| 1952 | Ma and Pa Kettle at the Fair            | Ma Kettle                                         |                                                                       |
| 1953 | Ma and Pa Kettle on Vacation            | Ma Kettle                                         |                                                                       |
| 1953 | Fast Company                            | Ma Parkson                                        |                                                                       |
| 1954 | The Long, Long Trailer                  | Sra. Hittaway                                     |                                                                       |
| 1954 | Rose Marie                              | Lady Jane Dunstock                                |                                                                       |
| 1954 | Ma and Pa Kettle at Home                | Ma Kettle                                         |                                                                       |
| 1954 | Ricochet Romance                        | Pansy Jones                                       | Título alternativo: The Matchmakers                                   |
| 1955 | Ma and Pa Kettle at Waikiki             | Ma Kettle                                         |                                                                       |
| 1956 | The Kettles in the Ozarks               | Ma Kettle                                         |                                                                       |
| 1956 | Friendly Persuasion                     | A Viúva Hudspeth                                  | Indicada—Globo de Ouro de Melhor Atriz Coadjuvante                    |
| 1957 | The Kettles on Old MacDonald's Farm     | Ma Kettle                                         | (último papel no cinema)                                              |

### Televisão
| Ano  | Título         | Personagem    | Notas                                    |
| ---- | -------------- | ------------- | ---------------------------------------- |
| 1956 | December Bride | Ela mesma     | Episódio: "The Marjorie Main Show"       |
| 1958 | Wagon Train    | Cassie Tanner | 2 episódios, (último papel na televisão) |